# Ponticola syrman
Ponticola syrman là một loài cá thuộc họ Gobiidae.

## Hình ảnh

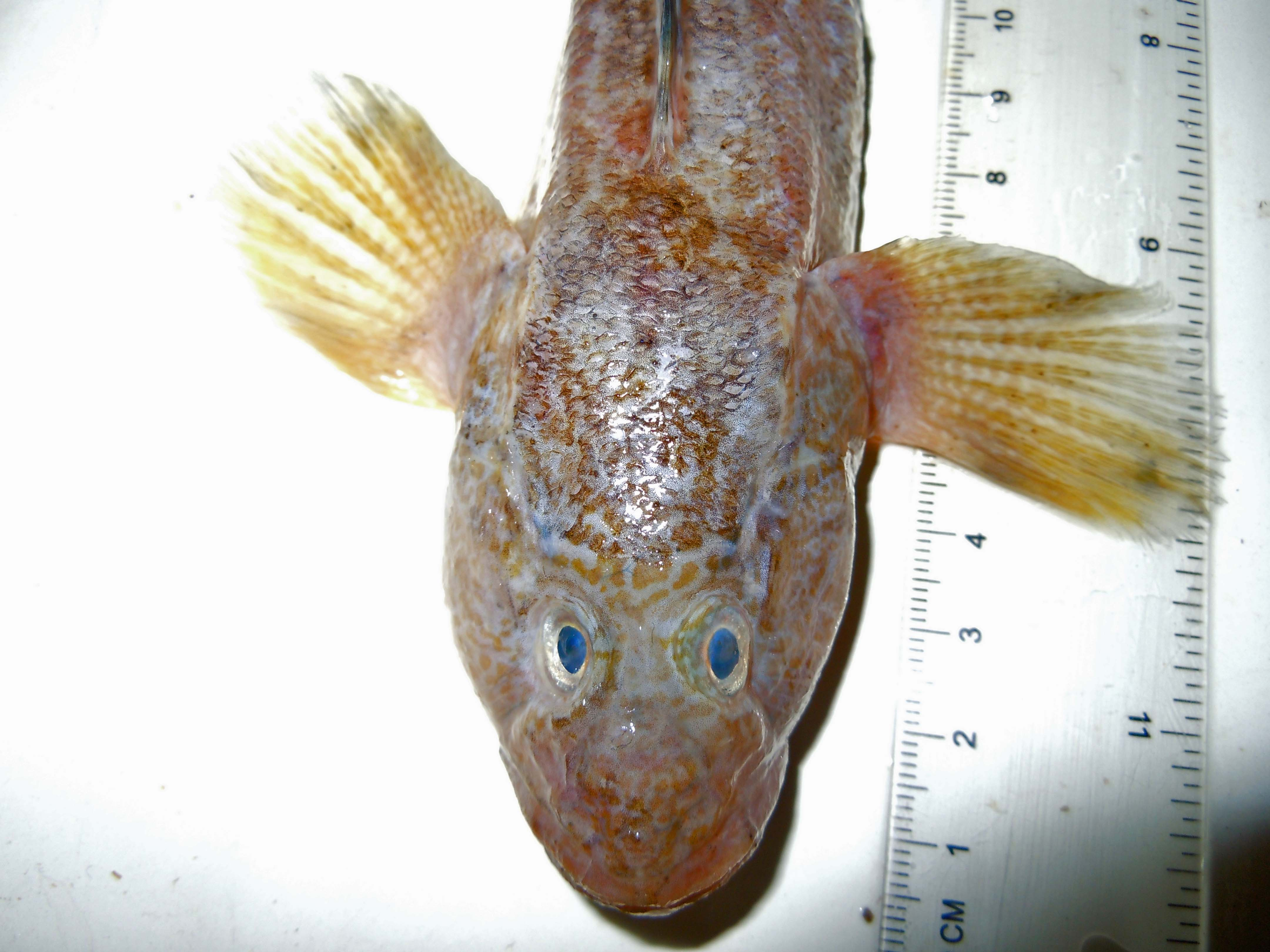
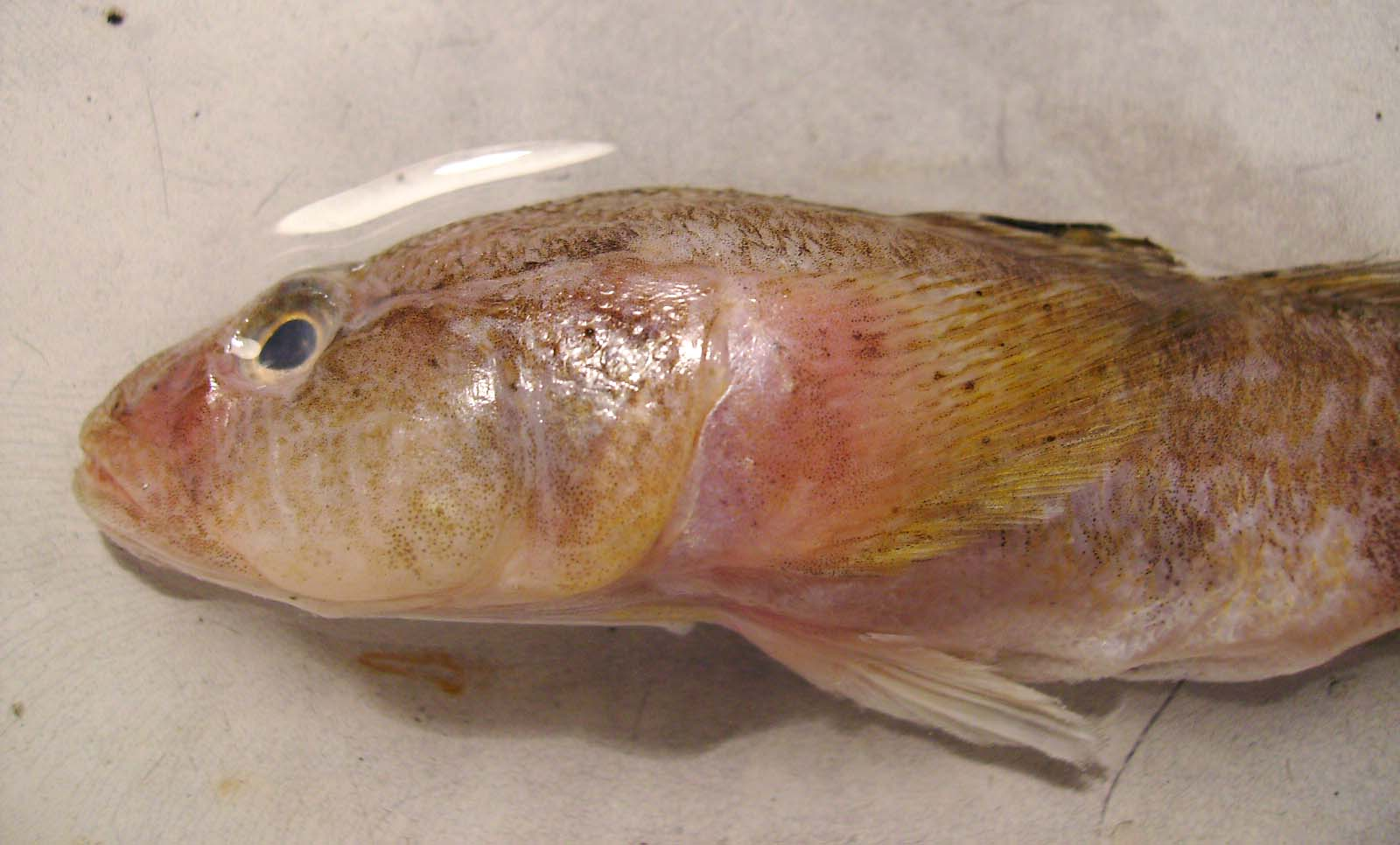
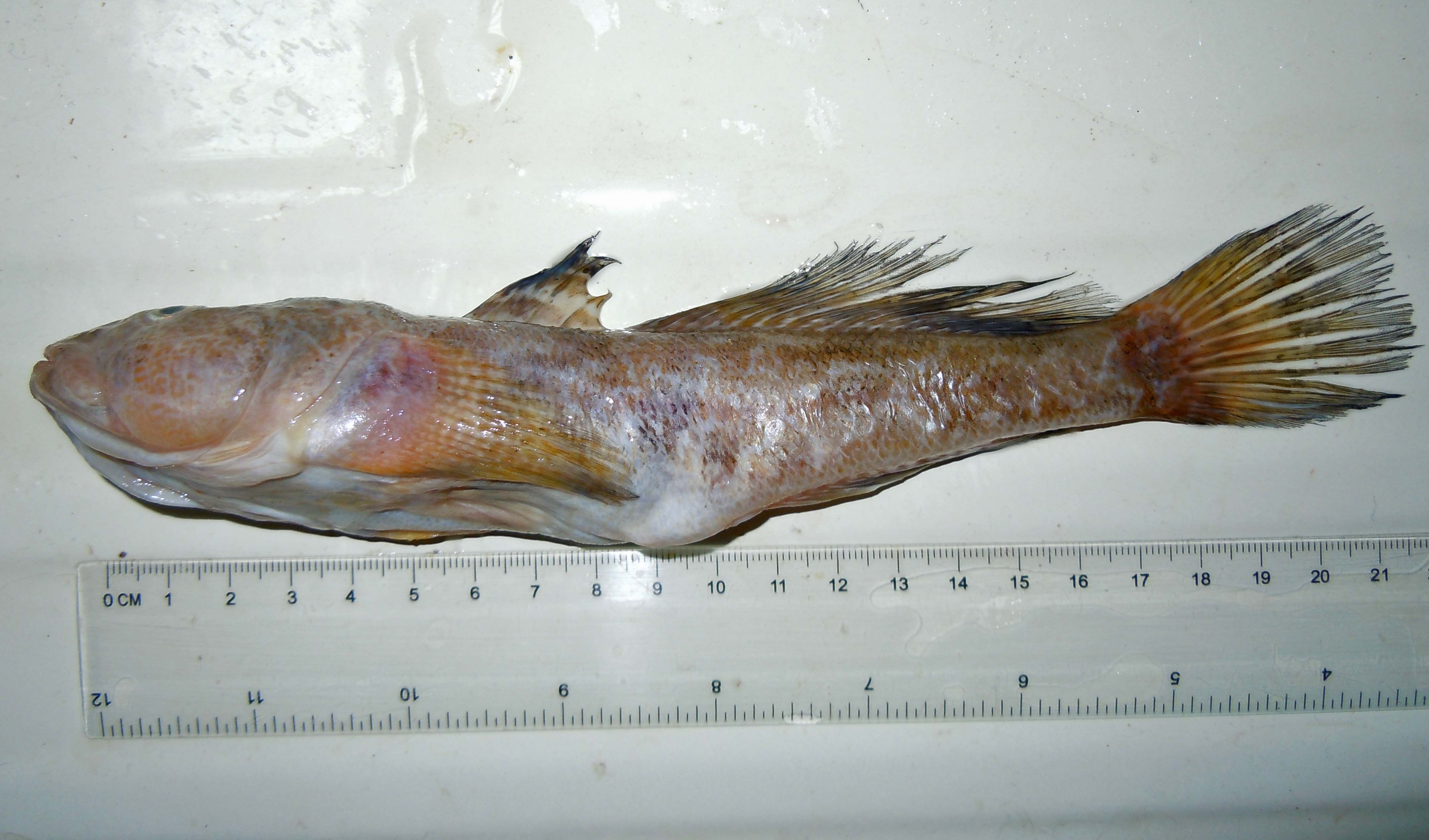
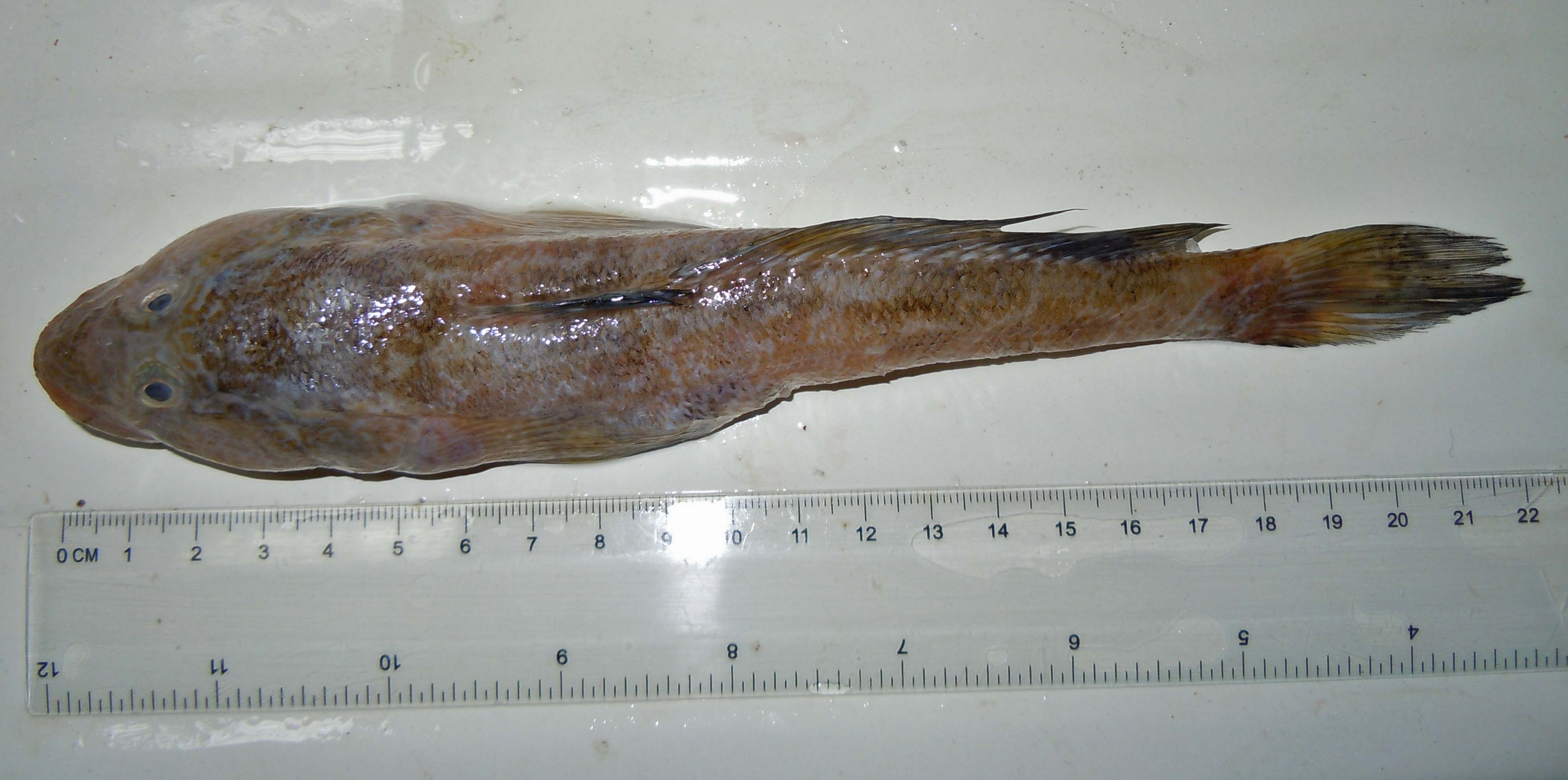